# Mount Rainier
Mount Rainierは、光メディアに対するパケットライト機能で、不良セクタ管理機能も持つ。Mount Rainierのゴールはフロッピーディスクの代替になることであった。Mount Rainierという名前は、アメリカ合衆国 ワシントン州 シアトルの近くにあるレーニア山に ちなんで名づけられた。
Mount Rainier(以下 MRW)は、MRWを明示的にサポートしたドライブが必要であるが、メディアには一般的なCD-RW, DVD+RWが使用できる。
MRWは、UDFやFAT32などのオペレーティングシステムのファイルシステムと物理的なメディアの中間層として機能する。これらはMRW対応ドライブのファームウェアにより自動的に行われ、コンピュータはメディアの物理フォーマットに関して気にする必要がない。

## デザイン
MRWでは、メディアをフォーマットする時間は約1分と短くなる。これは、フォーマットがバックグラウンドで行われるためである。フォーマット時に、いくつかのセクタが不良セクタ管理のためにメディアの最後の領域に割り当てられる。 
コンピュータ側からはMRWのメディアは不良セクタのないデバイスとして扱える。ファイルシステムとしてはFAT32やNTFSも使用できるが推奨されるフォーマットはUDF 1.02である。MRWでUDFフォーマットされたCD-RWドライブには約500MBの空き領域がある。
MRWでは、バックグラウンドのフォーマットが実行中であっても、ドライブの挿入から数秒で、書き込みが可能になる。MRWが登場する前は、ユーザーはデータを書き込む前にメディアのフォーマットの完了を待つ必要があった。
MRWの代替としては、UDF1.5（またはそれ以上のバージョンのUDF)がある。UDF1.5+をサポートしたオペレーティングシステム、または、パケットライトソフトがあれば
MRWと同じことが実現できる。MRWはUDF 1.5+と類似の機能を持つ。

## 比較
MRWがUDF 1.5+に対して優位な点
- 高速なバックグラウンドでのメディアのフォーマット
- 64Kに比べてより小さな2Kのパケットサイズ
- ファイルシステム非依存
- ホストシステム依存しない不良セクタ管理

UDF 1.5+がMRWに対して優位な点
- より汎用的である。UDF 1.5+は書き込みに対して特別なハードウェアを必要としない。
- コンピュータに特別なMRWドライバーをインストールする必要もない。またMRW対応のドライブも必要ない。

## オペレーティングシステムでのサポート
MRWはWindows Vistaでサポートされている 。Linuxでは、バージョン2.6.2 (2004) からサポートされている。Windows XPやそれ以前のWindowsなどのMRWをサポートしていないOSではサードパーティーのソフトウェアが必要である。